# GR-151

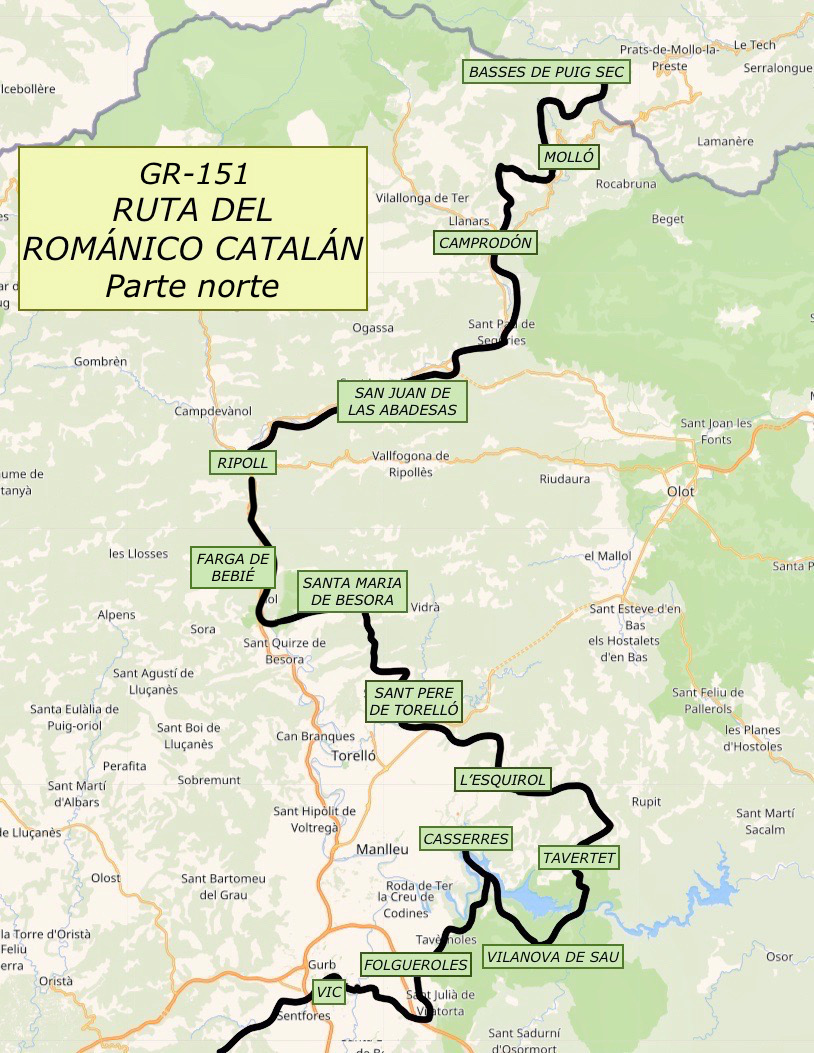
Sendero GR-151. Camí Oliba, milenario del arte románico catalán.

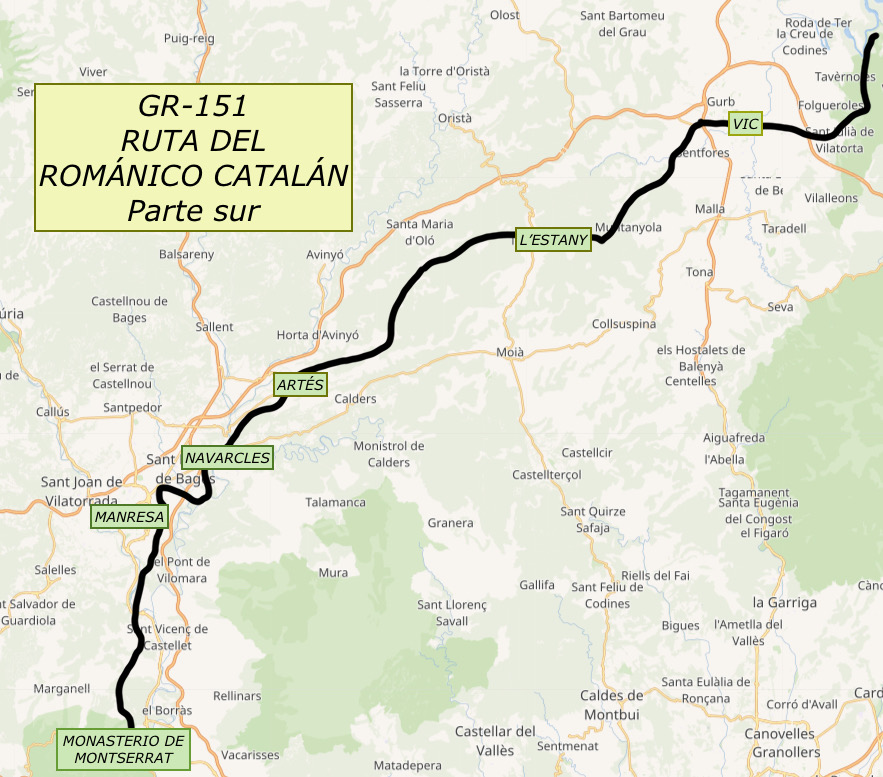
Parte sur del GR-151, Camí Oliba.

El GR-151, denominado Caminos del Obispo y Abad Oliva, es un sendero de Gran Recorrido español, sendero homologado que conecta algunas de las obras más emblemáticas del arte románico catalán, centrado en el centro-este de la región, dejando, por tanto, notables obras del románico que se hallan en los valles pirenaicos.
El nombre procede del abad Oliva, de la orden de San Benito, obispo y conde de Berga y Ripoll, considerado el padre espiritual de la Cataluña naciente, fundador del monasterio de Montserrat, de donde parte el camino. Antes que monje, fue conde de un amplio patrimonio en el norte de Cataluña, en 1002, renunció a los condados y se hizo benedictino en Ripoll; fue elegido abad en 1008, y ejerció en San Miguel de Cuixá y San Martín de Canigó, y en 1025 fundó el monasterio de Montserrat. Participó en la reconstrucción de Manresa, que había sido destruida por Abd al-Málik al-Muzáffar, hijo de Almanzor, y más tarde, de Cardona.

## Milenario y ruta en tres etapas
Esta ruta se inaugura en 2018 para conmemorar el milenario del episcopado del abad Oliva. Se aprovechó el GR-151 ya existente y se dividió en tres partes: Montserrat-Manresa-Vich, de 86 km, para hecer en 3 días; Vich-Ripoll-San Juan de las Abadesas, de 105 km, para hacer en 5 días, a través del Collsacabra y las Guillerías, con una variante que pasa por Rupit, Vidrá y Tavertet, de 58 km, y San Juan de las Abadesas, Camprodón y la frontera francesa, de 39,5 km, que se puede hacer en 2 días.

## Etapas
El recorrido actual consta de unos 240 km que pueden realizarse a pie en 18 etapas. Se cruzan las comarcas de Bages, Moyanés, Osona y Ripollés.

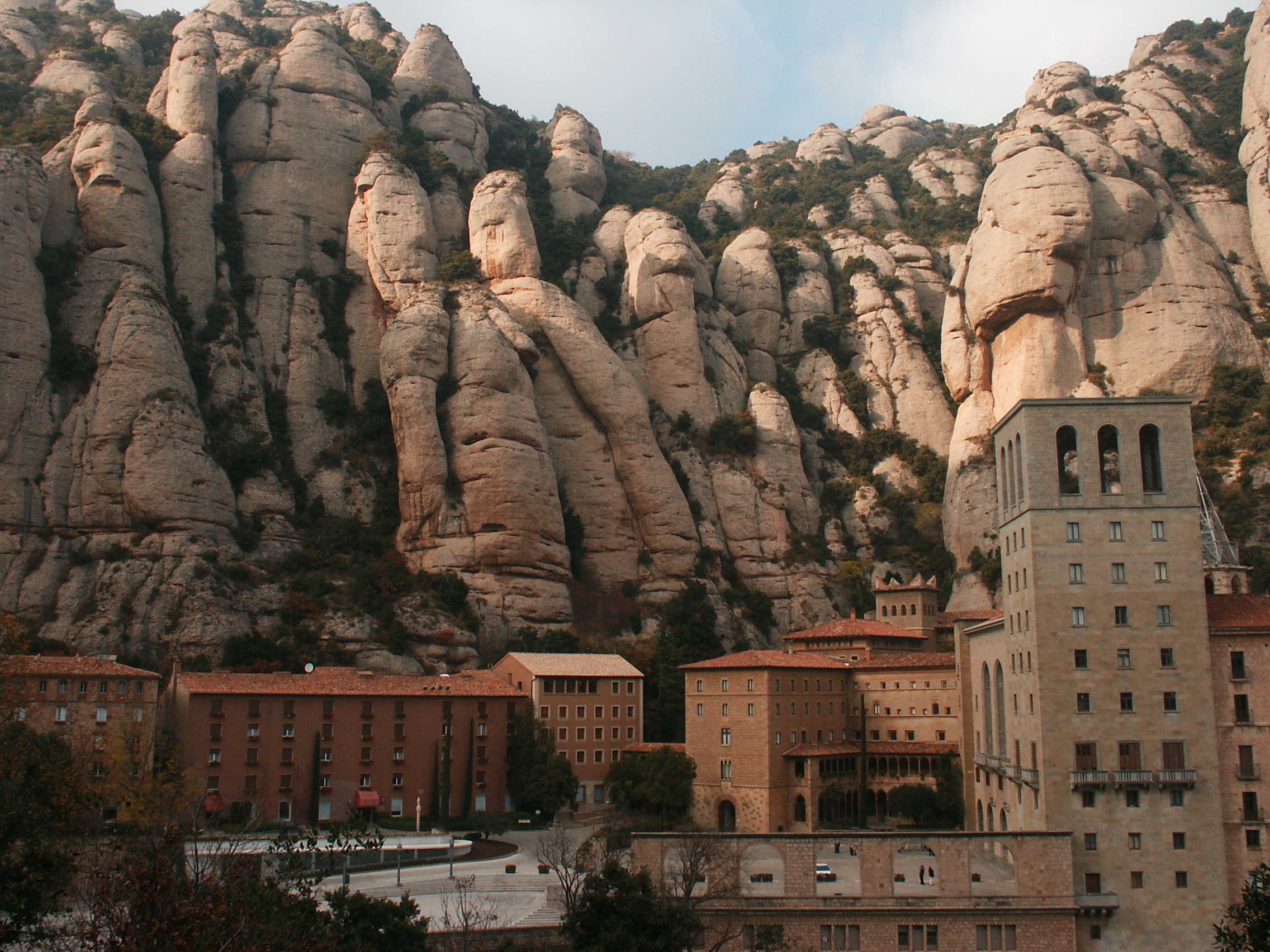
Monasterio de Montserrat

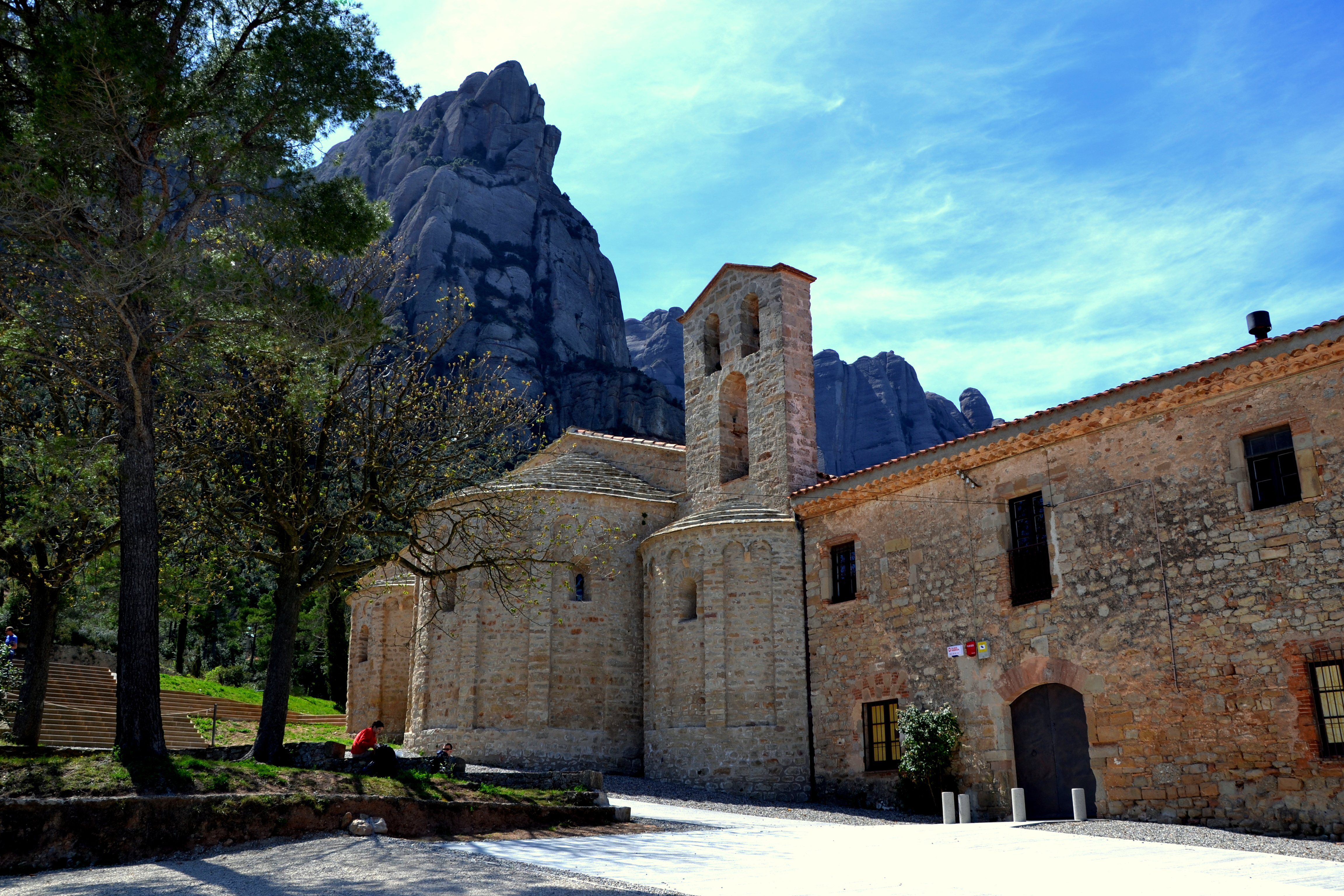
Santa Cecilia de Montserrat, a pocos km del inicio de la ruta

- Etapa 1 - Monasterio de Montserrat-Manresa, 20,5 km. El camino parte de la basílica de Montserrat,[5] sigue el GR-4 durante varios km, pasa entre el monasterio de San Benet de Montserrat[6] (530 m), del año 1954, de monjas benedictinas (destaca Teresa Forcades) y el monasterio de Santa Cecília de Montserrat (677 m), románico, del siglo X y primero de la montaña de Montserrat documentado, baja rápidamente hasta la entidad de población de San Cristòfol, a 330 m, donde se halla la iglesia románica de San Cristóbal, del siglo XIII, cruza la riera de Marganell, sigue hasta Castellgalí, donde cruza el río Cardener y sigue por el valle del mismo río hasta la iglesia de Santa Maria de Viladordis (293 m), en una barriada al este de Manresa.[7] Si se entra en Manresa, es importante una visita a La Seu,[8] la colegiata basílica románica documentada en el año 890, destruida por los musulmanes en 999, restituida en el año 1000 por Berenguer Ramón I y reconstruida entre los siglos XIV y XVI; cuenta con valiosos retablos y restos románicos en su museo. De origen románico son también el portal del Convento de Santa Clara de Manresa (siglos X a XIII) y el puente viejo (Pont Vell) (siglos XII-XIII) sobre el río Cardener.[9]
- Etapa 2 - Manresa-Navarcles, 11,7 km. Etapa fácil que sigue el curso del río Llobregat hasta Navarcles por el mismo trazado que el Camí de Sant Jaume,[10] el tramo catalán del Camino de Santiago.[11] Antes de llegar a Navarcles se pasa por el Monasterio de San Benito de Bages (Sant Benet de Bages), del siglo X, remodelado en 2008.[12]
- Etapa 3 - Navarcles-Artés, 9,4 km. La iglesia parroquial de Navarcles, del siglo XVII, barroca, está construida sobre otra románica del 1050. El camino sale por el lago de Navarcles y llanea hasta Artés por la misma ruta del Camí de Sant Jaume. En Artés se encuentra la iglesia románica de Santa María de Artés,[13] del siglo XII, modificada en los siglo XV y XVI.

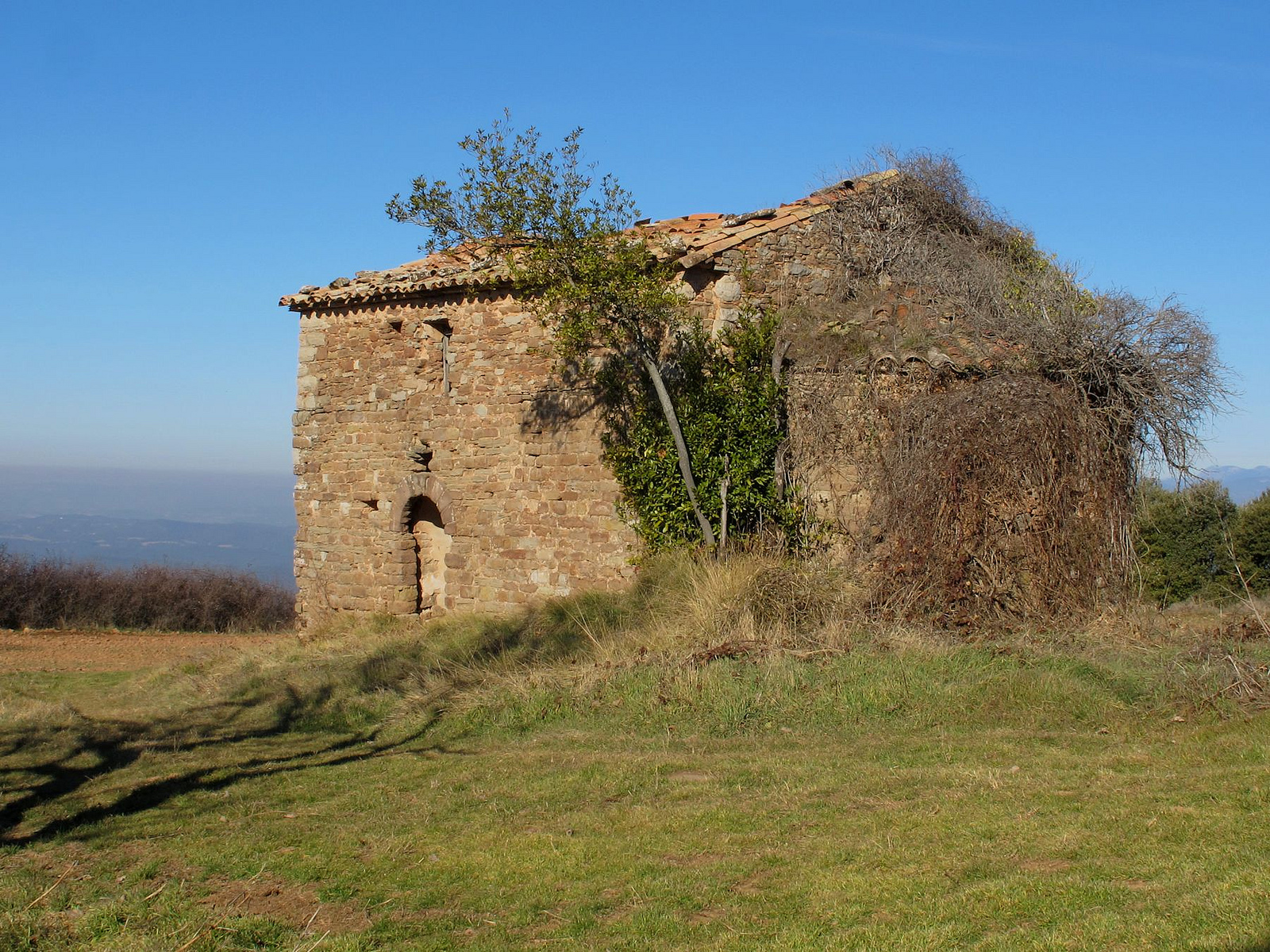
Iglesia románica de Santa María de Oló, por donde pasan el GR-151, el GR-177 y el Camí de Sant Jaume o de Santiago.

- Etapa 4 - Artés-L'Estany, 23,2 km. Desde Artés, a 316 m, el camino sigue hacia el nordeste paralelo a la sierra de las Guixeres hasta la Casa de colonias La Ruca.[14] Luego, el camino sigue hacia el norte para encontrar el GR-177,[15] un camino circular por la comarca del Moyanés, pasa junto a Santa María de Oló, gira hacia el este y ya en pleno ascenso se encuentra con la iglesia románica del siglo XI de San Miguel de Oló, a 775 m, sigue por el camino de Santa María de Oló a l'Estany carenando la sierra, por encima de 800 m, gira hacia el sur antes de llegar al Puig de la Caritat, de 1.010 m, y entra en L'Estany, a 880 m, donde se encuentra el monasterio de Santa Maria de Estany, del siglo XII.[16] La iglesia de Santa María, del siglo XII, es románica de nave única y tres ábsides. Fue destruida durante el terremoto de 1448 y reconstruida posteriormente. El claustro del siglo XIII es importante, con destacables capiteles.
- Etapa 5 - L'Estany-Vich, 20,5 km. El camino sale hacia el este y va a seguir junto con el de Sant Jaume o Santiago hasta Vich. Pasa por Santa Eulalia de Riuprimer, a 560 m, que tiene una iglesia con mezcla de elementos románicos, barrocos y eclécticos, desde el año 872 hasta el portal de 1805 con un ojo de buey. Desde aquí, el camino sigue la orilla del río Meder hasta Vich.

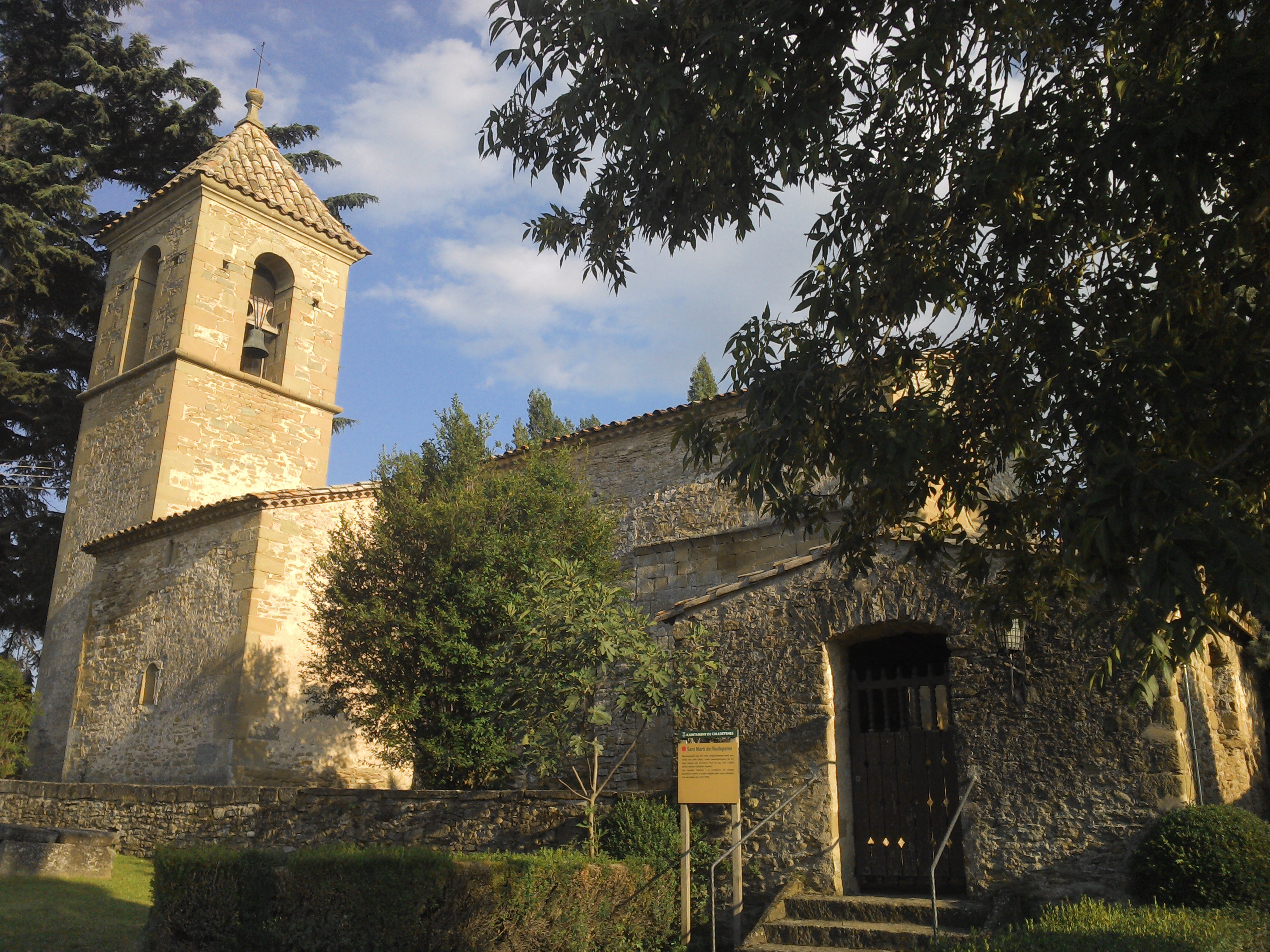
Iglesia de San Martín de Ruideperes

- Etapa 6 - Vich-Folgarolas, 10,7 km. Vich es una ciudad monumental con muchos recursos, empezando por la catedral de San Pedro de Vich, construida por el obispo Oliba en el siglo XI en estilo románico; fue remodelada en el siglo XVIII y pintada por Josep Maria Sert en el siglo XX, con lo que fue declarada Monumento Histórico Artístico. Al lado, se encuentra el Museo Episcopal de Vich,[17] que contiene una de las mejores colecciones de arte románico del mundo.[18] La ciudad tiene su propia ruta del románico,[19] de 3 km, que empieza en la Plaza Mayor y recorre los lugares más significativos de esta época. El GR-151 sale de Vich por el nordeste, por el barrio de los Capuchinos, cruza el río Gurri por el pont d'en Bruger, pasa por el norte de Calldetenes, donde se encuentra con la ruta de los molinos harineros de Calldetenes,[20] sigue junto a la iglesia románica de San Martín de Riudeperas antes de llegar a San Julián de Villatorta, donde se encuentra la iglesia románica (y prerrománica) de San Julián de Vilatorta y Sagrera, y llega a Folgarolas.

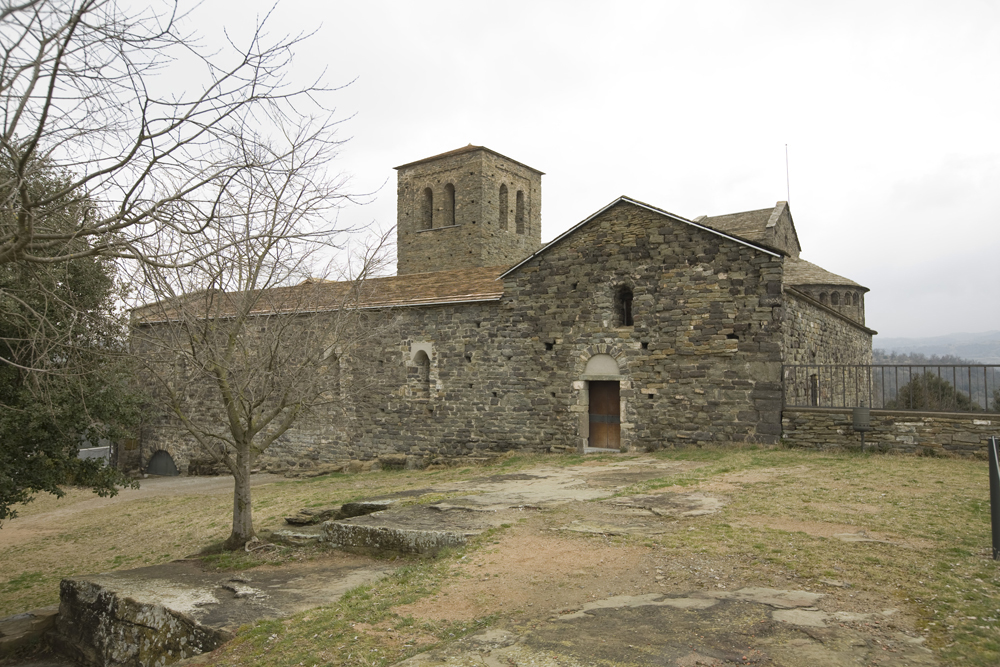
Monasterio de San Pedro de Caserras

- Etapa 7 - Folgarolas-Caserras. Desde Folgarolas, a 600 m, donde nació Jacinto Verdaguer (Casa Museo Verdaguer) el camino pasa por Tabérnolas, donde se halla la iglesia románica de San Esteban y en seguida la de San Pedro de Savassona,[21] de estilo románico lombardo del siglo XI, a los pies del castillo de Savassona, a 611 m. Al lado, se encuentra el yacimiento neolítico de la Piedra del Sacrificio,[22] después, el camino bordea el Puig de Ter y sigue por encima del río hasta Fussimanya,[23] desde donde aborda la península formada por el río Ter donde empieza el embalse de Sau y al término de la cual se encuentra el monasterio de San Pedro de Caserras,[24] del siglo XI.
- Etapa 8 - Caserras-Vilanova de Sau. El camino vuelve por la península y al llegar al Serrat dels Moros, de 591 m, se desvía hacia el este, pasa por el parador de Vic-Sau,[25] y en el coll de Terrades elige seguir por la parte alta del escarpe que bordea el pantano de Sau, con una gran vista, pasa por debajo del Puig del Far, de 832 m, en el Espacio natural de les Guilleries-Savassona,[26] y antes de llegar al Puig de Casadavall, al final del pla de Santa Margarida, el camino desciende por el escarpe hasta Vilanova de Sau.

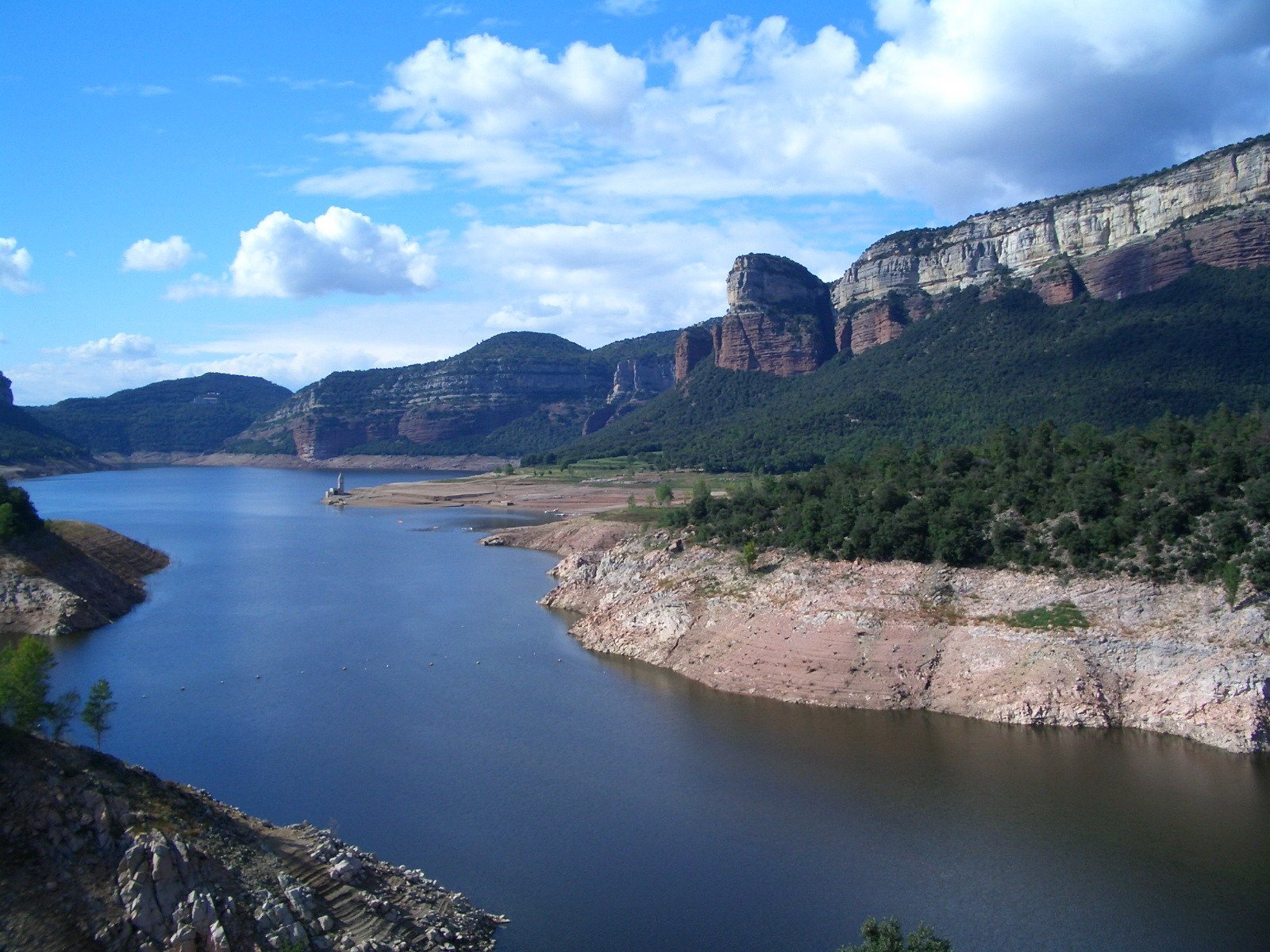
Pantano de Sau

- Etapa 9 - Vilanova de Sau-Tavertet, 10 km. El camino sigue la misma ruta que el GR-2 hacia la presa del embalse de Sau, pasando antes por Sant Romá de Sau, entidad de población diseminada construida cuando el pueblo viejo quedó inundado por las aguas del pantano. La vieja iglesia de Sant Romà de Sau, del siglo XI, de estilo románico lombardo, emerge por completo cuando las aguas bajan; y cuando suben solo se ve el campanario.[27] En todo caso, el pueblo viejo queda apartado de la ruta en medio del pantano, pues el camino pasa la presa, a 427 m, pasa por la Riba[28] y sube por el escarpe (Cingle de Tavertet) hasta el pueblo de Tavertet, a 870 m, que se asoma al abismo por encima del pantano.[29] El escarpe de Tavertet separa las comarcas de Collsacabra, al norte, y Guillerías, al sur.
- Etapa 10 - Tavertet-Santa María de Corcó, 16,1 km. Desde Tavertet, el camino bordea el acantilado hacia el nordeste hasta L'Avenc,[30] por encima del escarpe de su mismo nombre, pasa bajo Rocallarga y el Puig de Cortils, de 1.196 m, y gira al norte hasta la masía de Rajols,[31] a 1.080 m, desde donde se dirige hacia la collada de les Graus, a 1.112 m, donde se halla el dolmen de la Font de la Vena[32] La ruta sigue por el coll de Sesviles y baja hasta Cantonigrós, a 920 m, entidad de población de Santa María de Corcó, a 700 m, adonde se llega en rápido descenso por la riera de les Gorgues.[33]

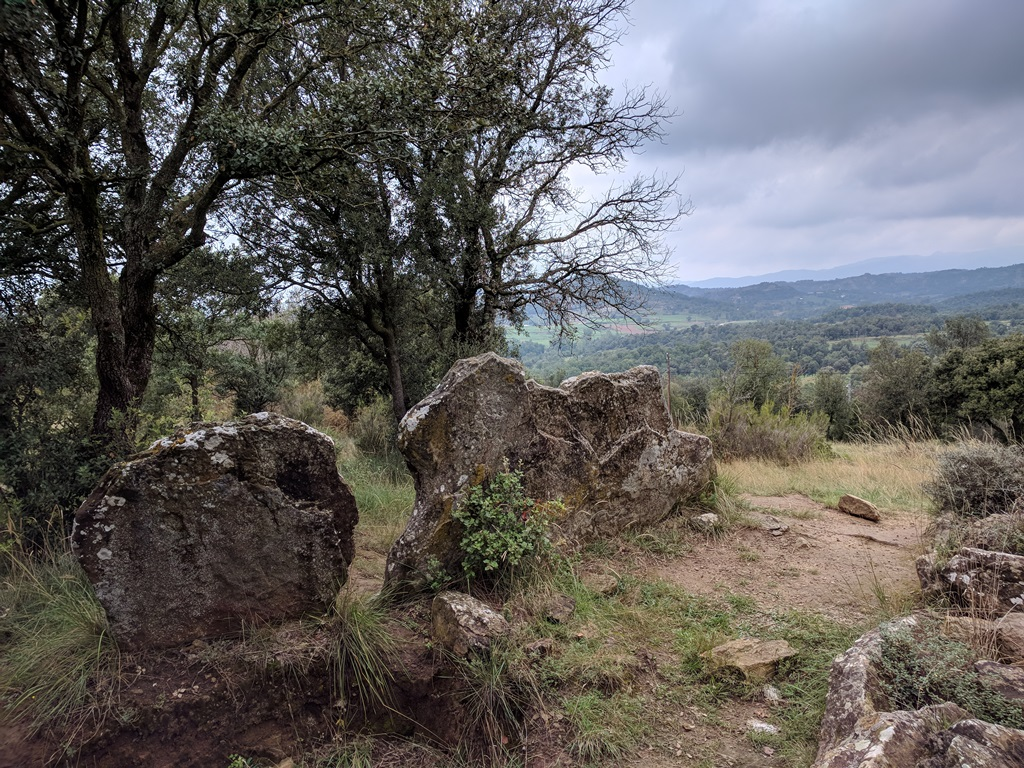
El dolmen de Puigsespedres, antes de llegar a Santa María de Corcó

- Etapa 11 - Santa María de Corcó-San Pedro de Torelló. Antes de llegar a Santa María de Corcó se encuentra el dolmen de Puigsespedres, a 765 m, de galería cubierta. El camino se dirige desde el pueblo hacia el norte, en busca del camino real de Vic a Olot. Asciende hasta el Puigborriana, a 815 m, pasa por la Font del Llancis, bordeando por el oeste la sierra de Cabrera y empieza un suave descenso bordeando la carretera C-37, para finalmente cruzarla por debajo y dirigirse hacia el norte hasta San Pedro de Torelló.

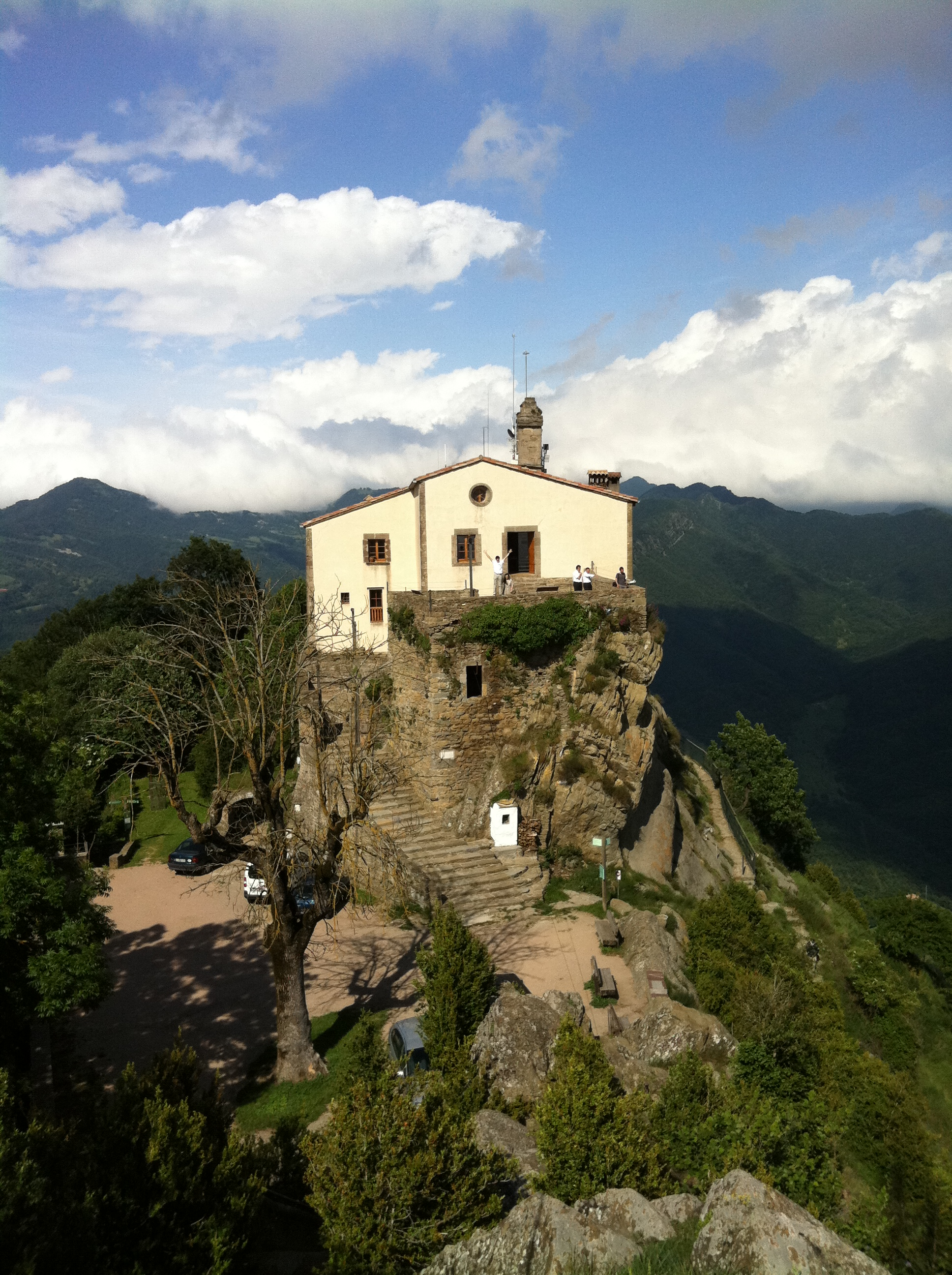
Santuario de Bellmunt

- Etapa 12 - San Pedro de Torelló-Santa María de Besora. El camino sale a 600 m de altura y asciende en unos 6-7 km hasta el Santuario de Nuestra Señora de Bellmunt, a 1.246 m, en los primeros contrafuertes del Pirineo, por encima de la Plana de Vich y con vistas desde Montserrat, por un lado, hasta el Puigmal, por el otro. En el siglo XI se menciona un castillo en este lugar, y en 1240 se menciona ya un santuario donde antes había una capilla dedicada a la Virgen de Bellmunt (el bello monte).[34] La montaña está cubierta de bosques de encinas y robles por el sur, y, por el norte, de hayedos. El camino desciende a septentrión hasta el collado de Hi-era-de-massa, a 1.100 m y gira por la otra vertiente hacia el oeste en busca del camino de Sant Quirze hasta un punto donde vuelve a girar hacia el norte, pasa por la masía de el Mir,[35] a 881 m, y sigue hasta Santa María de Besora, donde se encuentra la iglesia de Santa María de Besora, románica, junto a las ruinas del castillo. La iglesia, documentada en 898, está también en ruinas.[36]

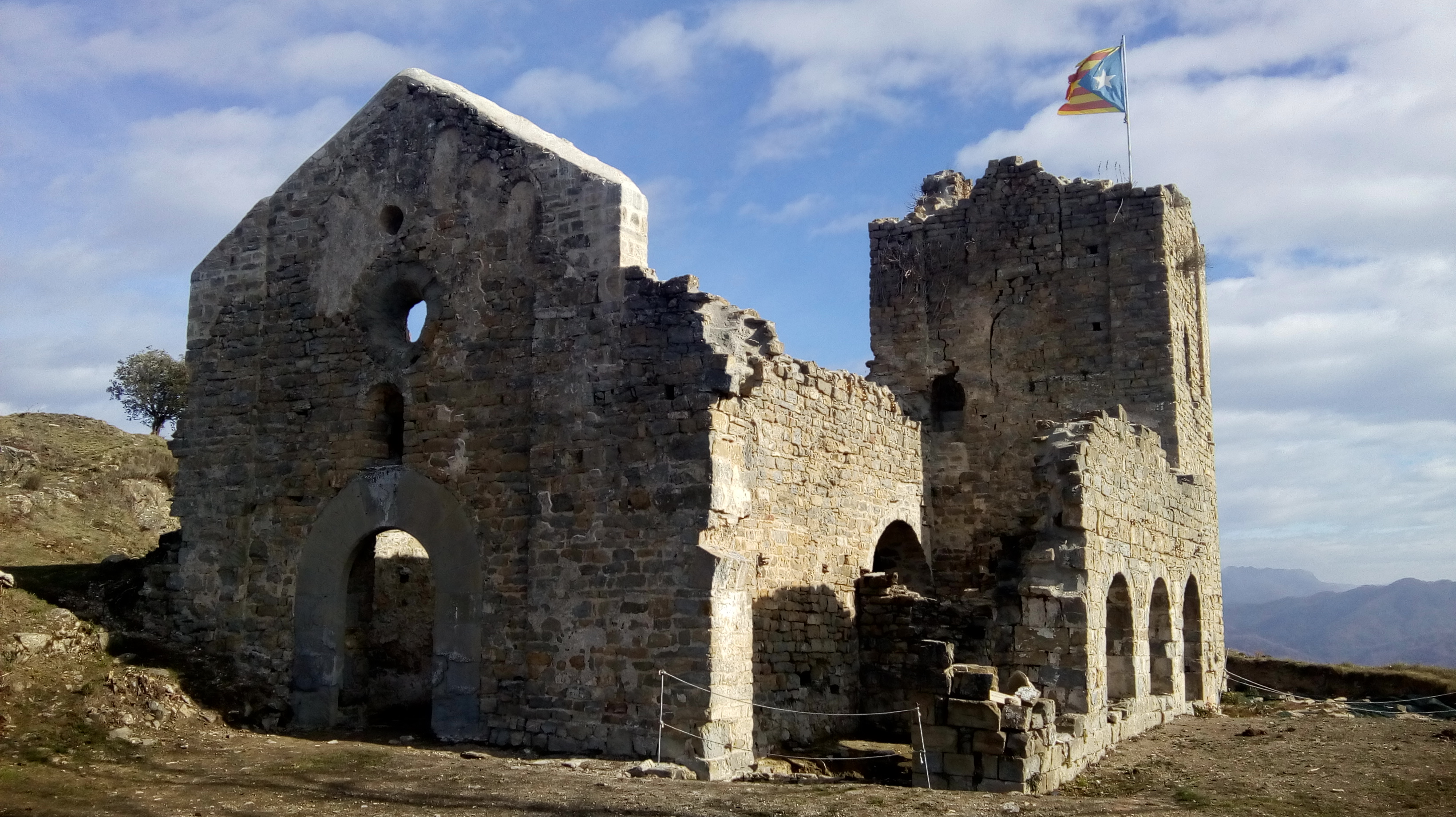
Castillo de Besora, que el camino bordea por el norte.

- Etapa 13 - Santa María de Besora-La Farga de Bebié, 8,3 km. El camino sale de Besora, a 900 m y se dirige hacia el sudoeste ascendiendo ligeramente por el camino del castillo de Besora hasta los 950 m, desde donde se accede al Pla del Revell y desde aquí en un descenso suave por pista hasta el castillo de Montesquiu. Del castillo de Besora, a 1.023 m, quedan las ruinas, pero el de Montesquiu, documentado desde el siglo XIII, se reforma en el siglo XVII y se acaba de adaptar en el siglo XX a las visitas.[37] El camino sigue hacia el norte por el valle del río Ter hasta la Farga de Bebié.

- Etapa 14 - La Farga de Bebié-Ripoll, 16,5 km. La Farga es una antigua colonia textil, construida en 1895 por el suizo Bebié Wild sobre una antigua harinera en el desnivel de un pronunciado meandro del río Ter.[38] El camino prácticamente sigue la carretera hacia el norte paralelamente al río Ter hasta Ripoll, donde se encuentra el monasterio de Santa María de Ripoll, fundado en 880 por Wifredo el Velloso y ampliado por el abad Arnulfo en 970 y por el abad Oliva, que añadió un transepto, amplió los ábsides a siete y lo consagró de nuevo en 1032. Fue abandonado en 1835 y reconstruido de nuevo en 1931. El claustro se inició en 1180 y se terminó en el siglo XV. El relieve del pórtico es del siglo XIII.

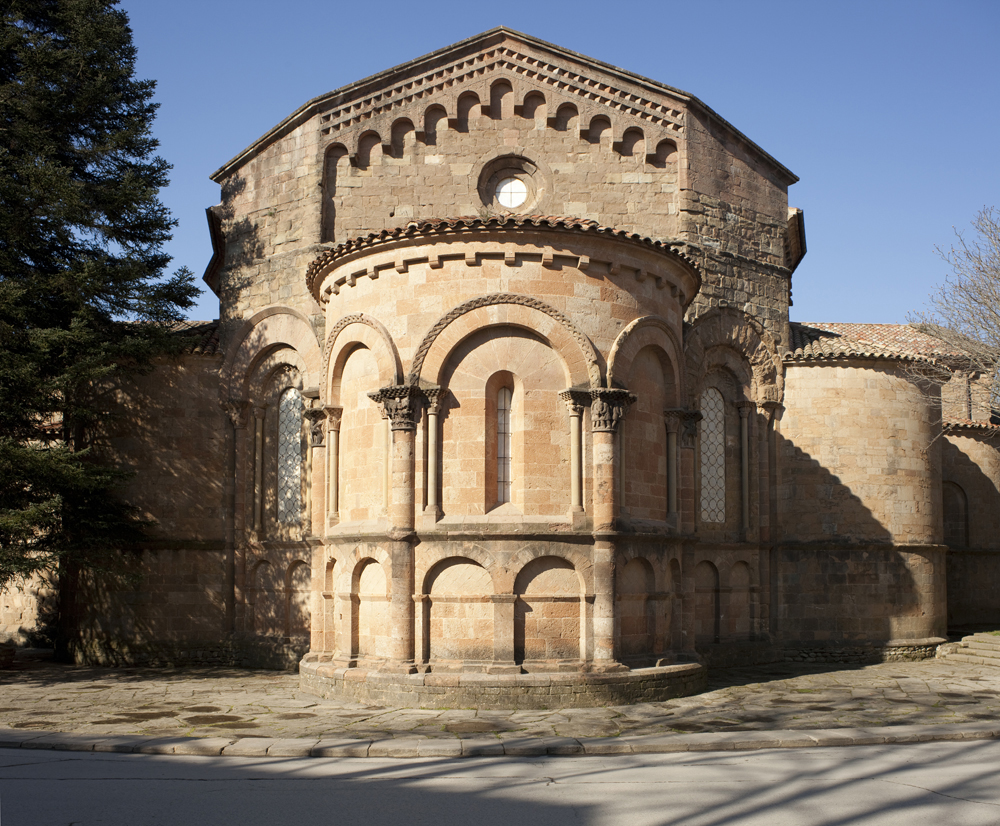
Ábside del monasterio de San Juan de las Abadesas

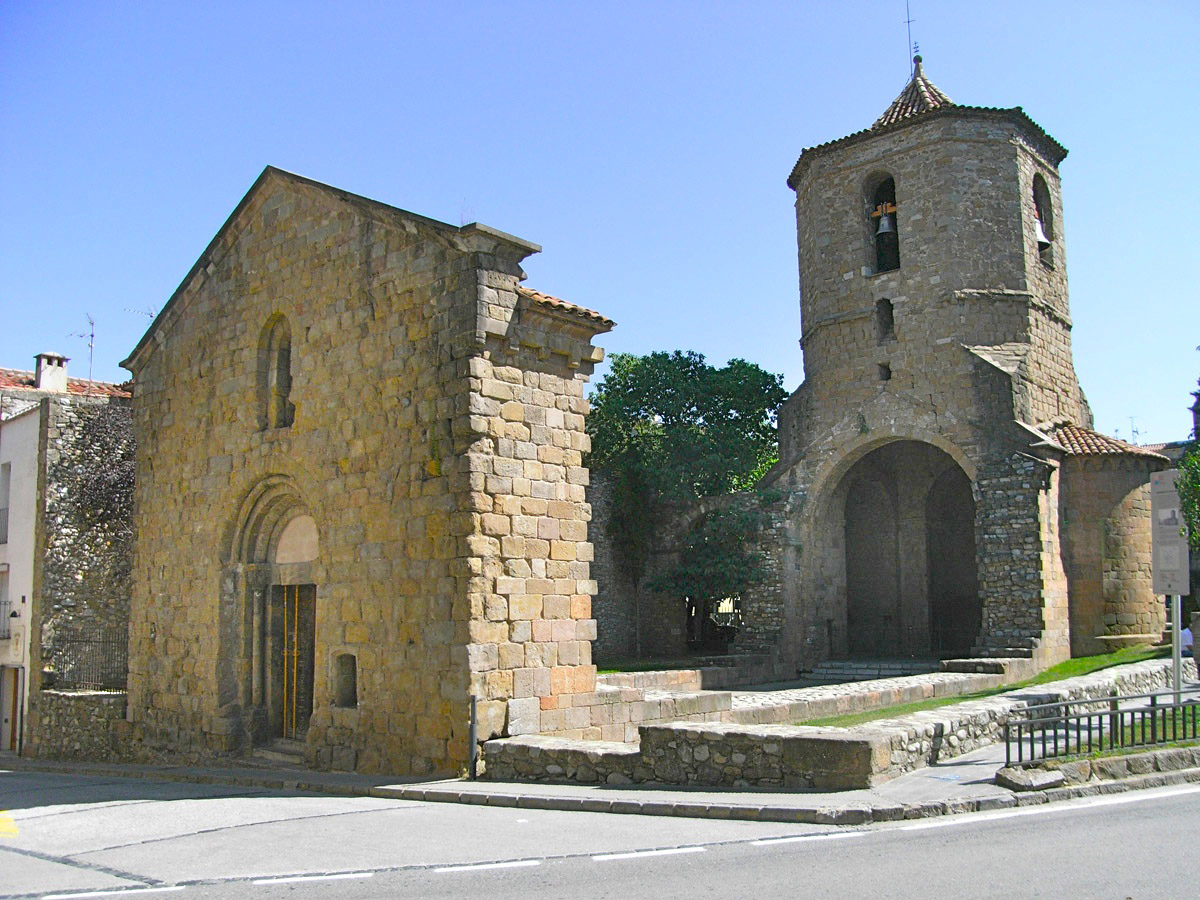
Iglesia de San Pol de San Juan de las Abadesas

- Etapa 15 - Ripoll-San Juan de las Abadesas, 9,8 km. El camino sigue el camino asfaltado conocido como Ruta del Hierro y el Carbón (Ruta del Ferro i del Carbó), una vía verde que sigue hasta Ogassa y que recorre el trazado de un viejo ferrocarril que llevaba carbón desde las minas de Ogassa hasta la estación de Ripoll. El desnivel es muy suave, entre los 700 m de Ripoll hasta los 770 m del monasterio de San Juan de las Abadesas, fundado en 885 por Wifredo el Velloso para su hija Emma, primera abadesa y único monasterio femenino de Cataluña hasta el año 945. La iglesia solo tiene una nave con un gran transepto y cinco ábsides.[39]

- Etapa 16 - San Juan de las Abadesas-Camprodón, 18,4 km. El camino sale de la Plaza Torras i Bages, de Sant Joan, pasa por los restos de la iglesia románica de San Pol, construida en el siglo XII y destruida en 1936, de la que solo quedan la parte posterior y el frontispicio, los tres ábsides y el campanario del siglo XVII, sigue por el Pont Vell (puente viejo), pasa por delante del albergue rural Ruta del Ferro[40] y continúa por el mismo camino que el GR-1 hasta el desvío de Santa Magdalena de Parella, pequeña iglesia románica en un altozano en la orilla derecha del río Ter, que cruza para subir por el boscoso cami de Can Gorra hasta los 900 m a la derecha del río (la izquierda de la corriente), y descender hasta Sant Pau de Seguries, a 850 m, donde se halla la iglesia de Sant Pau Vell, del siglo X, reconstruida en 1693. Desde aquí, el camino sigue bordeando el río Ter hasta Camprodón.

- Etapa 17 - Camprodón-Molló, 10,8 km. Desde la plaza del Ayuntamiento de Camprodón, a unos 500 m, el monasterio de San Pedro de Camprodón, consagrada en 904 en un campo redondo (camp rodó en catalán, dando nombre a la localidad). En 950 se construyó un monasterio, que se mantuvo hasta 1835. La iglesia que se conserva es del siglo XII, austera y restaurada en 1932, ya que fue parcialmente destruida durante el terremoto de 1428. Desde aquí, a 960 m, el camino sigue el margen derecho (a la izquierda) del río Ritort, afluente del Ter, hasta la desechería (deixalleria), en el km 12,1 de la C-38, desde donde sube por el vecindario de La Gironella y las serranías de Queralbs y el Guillot hasta la entidad de población de Freixenet, a 1.220 m, sigue subiendo al turó del Pontellí, a 1.330 m y planea hasta El Galcerán, desde donde desciende hasta Molló.

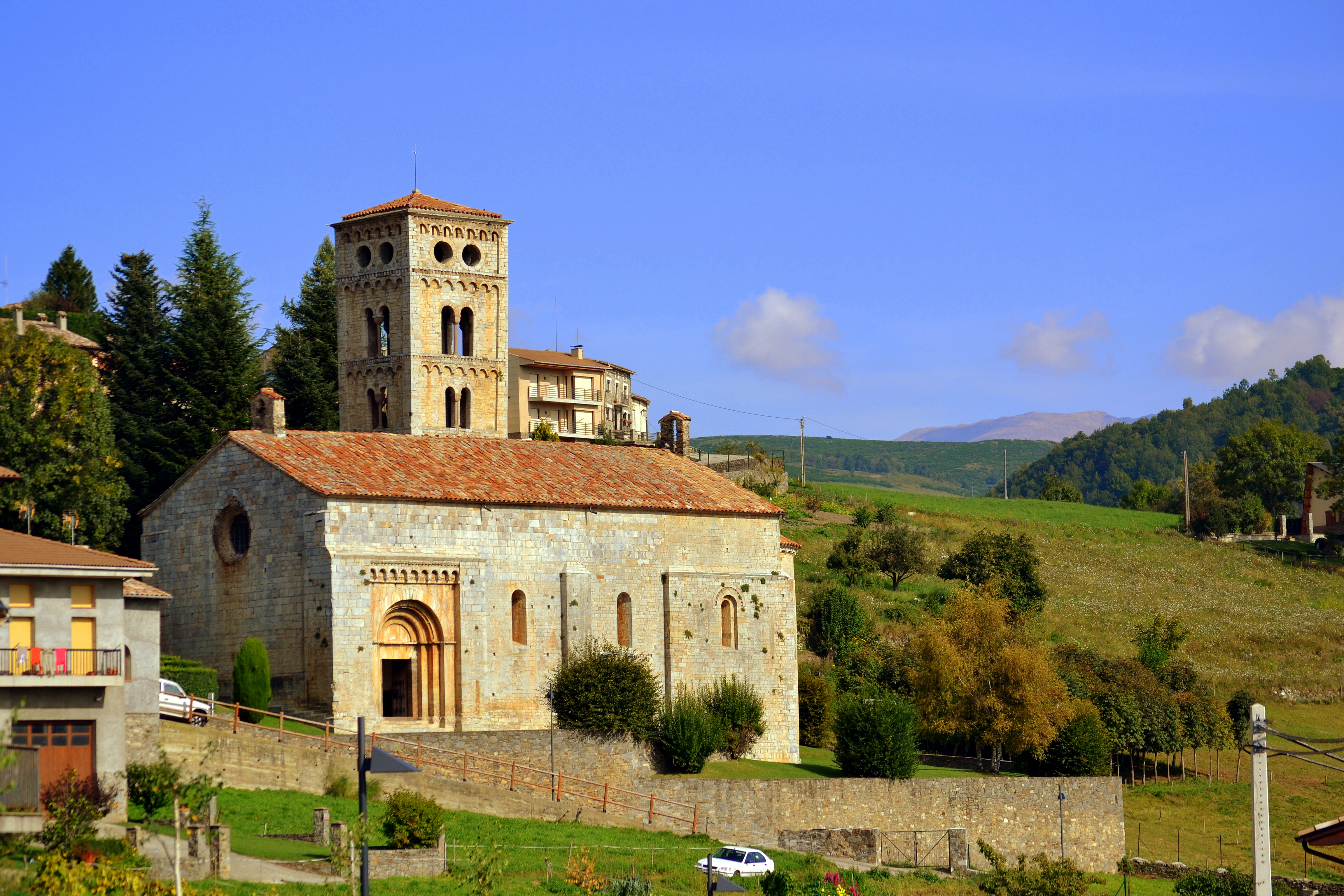
Iglesia románica de Santa Cecilia de Molló

- Etapa 18 - Molló-Espinavell-Basses de Puig Sec, 10,2 km.[41] El camino sale de la Plaza Mayor de Molló, a 1.186 m, sube por la vertiente izquierda del río Retort hasta Grells (tres casas), a 1.286 m, siempre en dirección norte, baja hasta Espinavell, a 1.250 m, donde se encuentra el refugio de Els Estudis,[42] último del recorrido, y la iglesia de la Mare de Déu de les Neus o Virgen de las Nieves, sube por pista hasta el veinat o vecindario de Fabert, a 1.400 m, asciende bordeando el torrente de Les Dous hasta la collada de Prats, a 1.597 m, y desde aquí sigue la frontera con Francia por la cresta hasta las cercanas Basses de Puig Sec, a unos 500 m, por debajo del Puig Sec, de 1.638 m, desde donde se tiene una gran vista sobre el Canigó, al norte. Todo el recorrido se realiza entre prados y bosques de montaña. Románico: en Molló se encuentra la iglesia de Santa Cecilia de Molló, de los siglos XI y XII; de una sola nave con un ábside semicircular y torre de cuatro pisos restaurada en 1952. La iglesia de la Mare de Déu de las Neus, en Espinavell, es del siglo XVII.[43]

Al otro lado del Canigó se encuentra el monasterio de San Miguel de Cuixá. Desde el Puig de la Bassa, una pista desciende hasta la localidad francesa de Prats-de-Mollo-la-Preste, a 735 m, y desde aquí se puede acceder al tour del Canigó.